# 猎人商行站
猎人商行站（羅馬化：Okhotny Ryad）是莫斯科地铁索科利尼基线的车站，在卢比扬卡站和列宁图书馆站之间，可通过行人通道到剧院站换乘莫斯科河畔线。车站地处莫斯科中央行政区特维尔区猎人商行街，毗邻莫斯科核心地带——红场。

## 車站概要
猎人商行站共有南、北两个地面站厅，其中北地面站厅与剧院站共用。北地面站厅共有2个出口，分别去往剧院广场（Театральная площадь）和大德米特洛夫卡大街（Улица Большая Дмитровка）；南地面站厅共有7个出口，可去往猎人商行大街（Улица Охотный Ряд）、苔藓大街（Моховая улица）、特维尔大街(Тверская улица)、驯马场广场（Манежная площадь）、亚历山大公园（Александровский сад）和猎人商行大厦（Комлекс "Охотный ряд"）。两个地面站厅均以扶手电梯连接地下站厅。
莫斯科河畔线剧院站开通初期，与索科利尼基线的猎人商行站换乘时需要上北地面站厅再下另一边扶梯。到了蘇德戰爭前期，这种站厅换乘方式让北站厅拥挤不堪。直到苏德战争后期的1944年12月30日直接连通猎人商行站和剧院站地下站厅的换乘通道启用才得到改善。另外，尽管猎人商行站与阿尔巴特－帡幪线革命广场站并非直接相连，但乘客可以经过剧院站抵达革命广场站。
车站地下部分为三拱顶式深埋车站，是当时全球最大的深埋车站。车站地下部分整体以矿山法施工，其水泥内衬层为混凝土一件成型，然后构筑车站墙壁，再构筑支撑圆拱；这种施工方式又叫“德国法”。拱顶高度为15米。
值得注意的是，根据最初施工方案，猎人商行站地下部分没有地下站厅，但开始建设后还是增加了此部分。
猎人商行站最大特色是地下站厅巨大的白色拱顶，拱顶上悬吊着球形吊灯。拱顶两边支撑柱皆为独特的多面体设计，表面以灰白两色大理石板覆盖。地下站厅地板采用灰白两色的花岗岩地砖。站台墙壁为黄色光面瓷片。由于车站曾名为“马克思大道站”，因此站内还有一幅以马赛克拼贴而成的马克思像，由艺术家叶甫根尼·雷赫扎姆在1964年制作而成。

## 車站構造
| 北↑ |      |                                          |  |
| 1道 | 1    | 莎拉里耶沃・文化公园・列宁图书馆方向     |  |
|     | 岛式 |                                          |  |
| 2道 | 2    | 卢比扬卡・共青团・罗科索夫斯基林荫路方向 |  |
| 南↓ |      |                                          |  |

## 图片

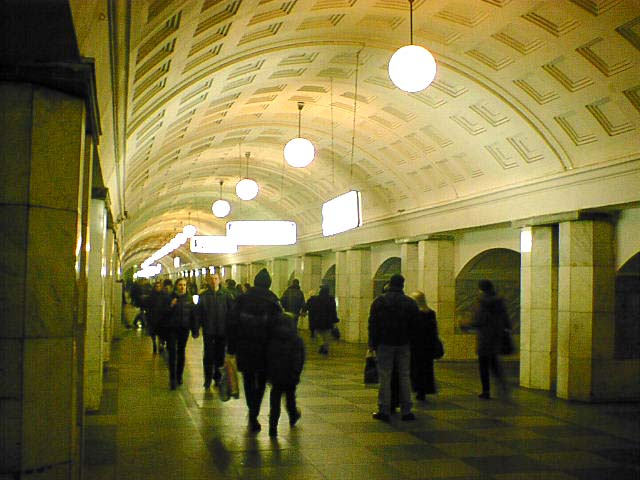
人来人往的地下站厅。摄于2000年3月11日。
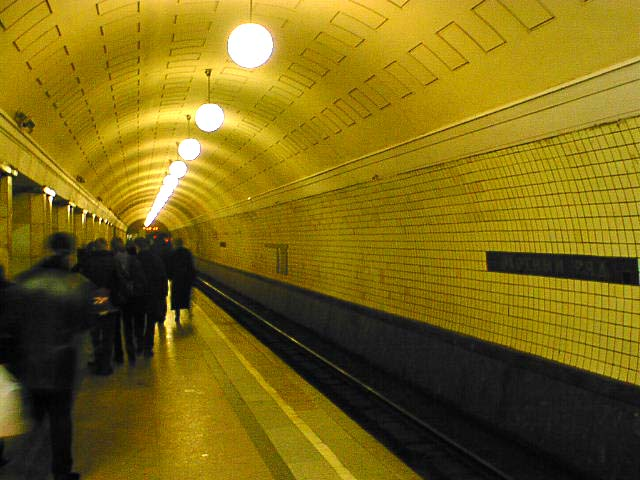
站台。摄于2000年3月11日。
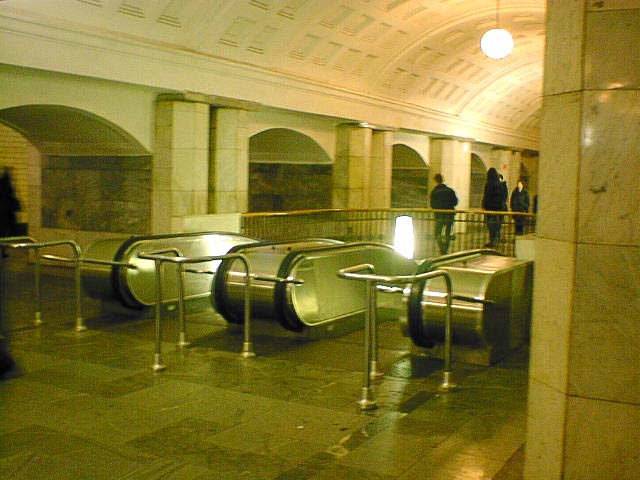
地下站厅通往莫斯科河畔线剧院站的换乘通道。摄于2000年3月11日。
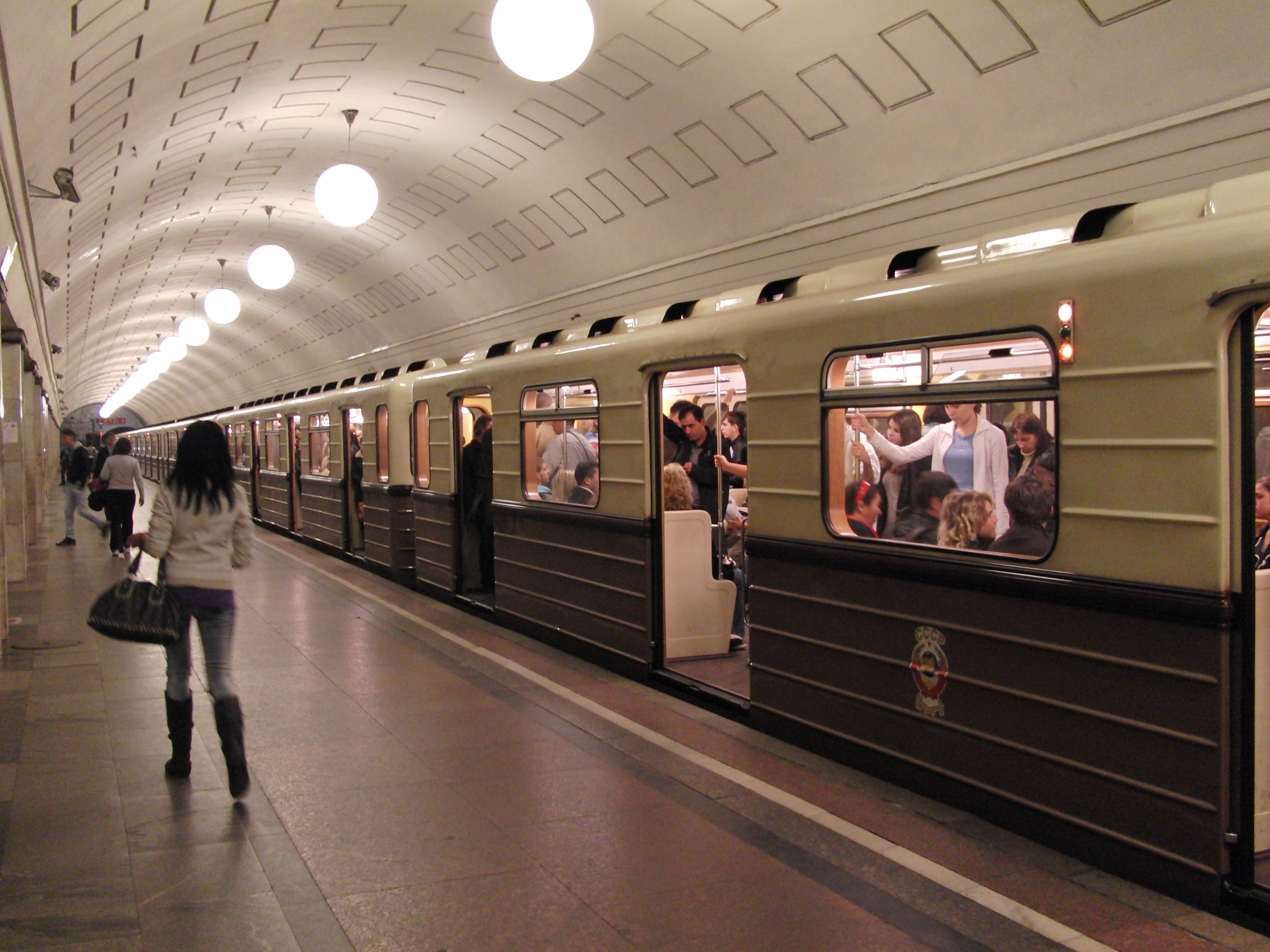
站内的“索科利尼基号”列车，摄于2010年9月25日

## 历史
猎人商行站是莫斯科地铁第一批通车的车站，1935年5月15日启用。从18世纪开始，此地成为了莫斯科一带的猎人聚居及交易的场所，因而被称为“猎人商行广场”（площадь Охотного Ряда，或），此站也因此得名。猎人商行站在规划时拼写为，而车站正式开通时为。车站总建筑师为尤里·列夫科夫斯基（Ю.А.Ревковский）、N.G.波洛夫（Н.Г.Боров）和G.S.扎姆斯基（Г.С.Замский），东地面站厅建筑师为D.N.切楚林（Д.Н.Чечулин）和Yu.A.列夫科夫斯基（Ю.А.Ревковский），西地面站厅建筑师为O.A.斯塔普兰（О.А.Стапран）和L.I.萨维廖夫（Л.И.Савельев），总工程师为N.M.科马洛夫（Н.М.Комаров）。
莫斯科地铁一期工程，即现时的索科利尼基线，有2种行车路线：分别是索科利尼基站-猎人商行站-文化公园站，以及索科利尼基站-猎人商行站-斯摩棱斯克站（后延长至基辅站）。两条路线发车比例为1:1，于猎人商行站交汇，乘客可在此站同站台换乘往另一路线的列车。1938年3月13日，共产国际大街站（Улица Коминтерна；今亚历山大公园站）至基辅站段移交至阿尔巴特-帡幪线运营，两线可通过列宁图书馆站到共产国际大街站的通道换乘。线路分拆后，猎人商行站站后通往基辅站方向的双向线路保留作联络线。到了1990年代中期，驯马场广场附近新建的购物中心填埋了这条联络线的左线，留下右线继续承担两线联络的功能。但此时原属莫斯科地铁一期工程的亚历山大公园站至基辅站段已第二次移交给菲利线。
1938年9月11日，莫斯科河畔线剧院站启用。1944年12月30日，联络两站地下站厅的换乘通道启用，乘客不再需要经过地面站厅实现两线路转乘。1959年，去往驯马场广场的出入口启用。1997年，进入猎人商行大厦的出入口启用。
1955年11月25日，猎人商行站更名为“拉·莫·卡冈诺维奇站”（Имени Л.М.Кагановича）。拉扎尔·莫伊塞耶维奇·卡冈诺维奇（Лазарь Моисеевич Каганович）曾任莫斯科市第一书记，是斯大林的左右手，权倾一时，甚至莫斯科地铁也以他命名：“拉·莫·卡冈诺维奇莫斯科地铁”（Московское Метро Имени Л.М.Кагановича）。但由于他在1957年因反对赫鲁晓夫而被开除出苏共，当年的秋天车站重新恢复原名“猎人商行站”。1961年，猎人商行街连同其他街道合并为马克思大道（Проспект Маркса），因而同年11月30日猎人商行站再次更名为“马克思大道站”。1990年11月5日，受当时去苏维埃化思潮影响，车站再次恢复原名。

## 大众文化
1977年至1978年拍摄的苏联电影莫斯科不相信眼泪曾在此站取景。电影故事描述的是1958年，此时车站仍旧名为“猎人商行站”；但拍摄期间车站已更名为“马克思大道站”。为保证在拍摄女主角伊琳娜搭乘地铁时的画面严谨，拍摄期间车站临时把站牌从“马克思大道”换成原来的“猎人商行”。
在当代俄罗斯科幻小说《地铁2033》，猎人商行站被信奉马克思主义的“红线”组织占领，并改名为“马克思大道”。“红线”把该站改造为一座堡垒，并以此为据点攻打由“汉萨同盟”组织控制的革命广场站。

## 相邻车站
| 上一站                 | 莫斯科地铁 | 莫斯科地铁   | 莫斯科地铁 | 下一站                       |
| ---------------------- | ---------- | ------------ | ---------- | ---------------------------- |
| 列宁图书馆往科穆纳尔卡 |            | 索科利尼基线 |            | 卢比扬卡往罗科索夫斯基林荫路 |